# REVA

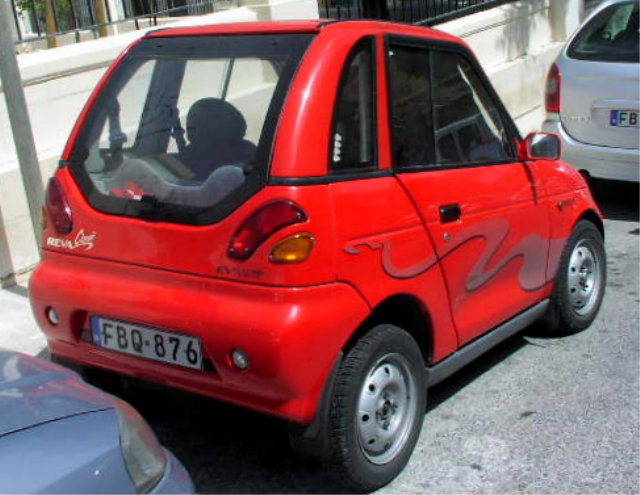
Cotxe REVA a Malta

REVA inicials de "Revolutionary Electrical Vehicle Alternative" és un cotxe elèctric fet a l'Índia del tipus cotxe de ciutat. És el cotxe elèctric que s'ha venut més fins ara.

## Dades
- També conegut com:G-Wiz
- Producció Anys:2001–
- Classe:electricitatElèctric
- Llargada:2.6 m
- Amplada:1.3 m
- Alçada:1.5 m
- Rodes tractoresDarrera
- Localització del motor :Darrera
- Traction Motor:13 kW DC
- Charregador:Abord
- Charging connector:Cable to standard domestic 230V 13 amp outlet
- Temps de càrrega6 hours
- Voltatge del conjunt:48 V
- Tipus de bateria:8 bateries de plom-àcid
- Capacitat de la bateria:200 Ah (9.6 kWh)
- Situació de la bateria:Sota seients del devant
- Autonomia:80 km (50 miles)
- Maxima velocitat:70 km/h (45 mph)
- Seients:Dos adults i dos menuts
- MSRP:£7,699–£7,999